# ديفيد إينيغو
ديفيد إينيغو (بالإسبانية: David Iñigo)‏ هو لاعب كرة قدم أرجنتيني في مركز الدفاع، ولد في القرن العشرين. لعب مع نادي سان لورينزو.